# Šmolovy
Šmolovy (německy Schmalhof) je vesnice, část města Havlíčkův Brod. Nachází se asi 3 km na jihozápad od Havlíčkova Brodu. Prochází zde silnice I/34. V roce 2009 zde bylo evidováno 203 adres. V roce 2001 zde žilo 449 obyvatel.
Šmolovy leží v katastrálním území Šmolovy u Havlíčkova Brodu o rozloze 4,67 km2. Do katastrálního území okrajově zasahuje letiště Havlíčkův Brod.

## Obyvatelstvo
Podle sčítání 1930 zde žilo v 41 domech 217 obyvatel. 217 obyvatel se hlásilo k československé národnosti. Žilo zde 214 římských katolíků a 3 příslušníci Církve československé husitské.
| Rok            | 1869 | 1880 | 1890 | 1900 | 1910 | 1921 | 1930 | 1950 | 1961 | 1970 | 1980 | 1991 | 2001 |
| -------------- | ---- | ---- | ---- | ---- | ---- | ---- | ---- | ---- | ---- | ---- | ---- | ---- | ---- |
| Počet obyvatel | 209  | 205  | 190  | 201  | 212  | 214  | 217  | 178  | 306  | 310  | 412  | 464  | 449  |
| Počet domů     | 33   | 32   | 32   | 34   | 35   | 36   | 41   | 44   | 63   | 66   | 94   | 119  | 130  |